# Grosse Pointe Blank
Grosse Pointe Blank is een Amerikaanse actie-komedie uit 1997 onder regie van George Armitage. Het was de eerste productie waarin Jenna Elfman (kort) verscheen.

## Verhaal
Huurmoordenaar Martin Q. Blank (John Cusack) hoort van zijn secretaresse Marcella (Joan Cusack) dat er een uitnodiging is binnengekomen voor een tienjarige reünie van zijn middelbare school Grosse Pointe. Hoewel hij er in eerste instantie niet heen wil gaan, raadt zijn psychiater Oakman (Alan Arkin) hem aan toch te gaan. Het zou goed voor Blank zijn eens een paar dagen door te brengen in een andere omgeving en daarbij niet te moorden. Daarom gaat hij toch maar, hoewel hij geen idee heeft wat hij zijn oud-klasgenoten moet vertellen over wat hij gedaan heeft de afgelopen tien jaar.
Concurrent huurmoordenaar Grocer (Dan Aykroyd) vat Blanks reisje verkeerd op en denkt dat hij hem daar een opdracht af wil snoepen. Niet alleen zet hij daarom een moordenaar op het spoor van Blank, maar hij licht ook de autoriteiten in over Blanks verblijfplaats. Deze sturen daarop agenten Steven Lardner (Hank Azaria) en Kenneth McCullers (K. Todd Freeman) achter hem aan om hem te schaduwen en neer te schieten, maar deze mogen pas actie ondernemen wanneer ze Blank op heterdaad betrappen op een moord.
Aangekomen in zijn oude woonplaats zoekt Blank onmiddellijk Debi Newberry (Minnie Driver) op, zijn afspraakje op de prom waar hij nooit op kwam dagen. Toen hij tien jaar geleden verdween, heeft zij nooit meer iets van of over hem vernomen, maar hij droomt sindsdien nacht in nacht uit over haar. Zij is echter niet van plan Blank zomaar weer te vertrouwen en laat hem hard werken voor elke geste van haar. Ondertussen loopt Blank de ene na de andere oud-klasgenoot tegen het lijf. Hij vertelt ze stuk voor stuk ronduit dat hij sinds een paar jaar als huurmoordenaar werkt, wat ze stuk voor stuk als een hilarische grap opvatten,

## Verdere rolverdeling
| Acteur           | Personage        |
| ---------------- | ---------------- |
| Jeremy Piven     | Paul Spericki    |
| Mitch Ryan       | Bart Newberry    |
| Michael Cudlitz  | Bob Destepello   |
| Benny Urquidez   | Felix La PuBelle |
| Audrey Kissel    | Arlene           |
| Carlos Jacott    | Ken              |
| Ann Cusack       | Amy              |
| D.V. DeVincentis | Dan Koretzky     |
| Barbara Harris   | Mary Blank       |
| Jenna Elfman     | Tanya            |

## Trivia
- Naast John en Joan Cusack verschijnen ook hun broer Bill Cusack en zus Ann Cusack in Grosse Pointe Blank.